# Фанано
Фанано (італ. Fanano) — муніципалітет в Італії, у регіоні Емілія-Романья,  провінція Модена.
Фанано розташоване на відстані близько 300 км на північний захід від Рима, 55 км на південний захід від Болоньї, 50 км на південь від Модени.
Населення — 3010 осіб (2014).

## Демографія
Населення за роками:

Станом на 1 січня 2023 року в муніципалітеті офіційно проживали 302 іноземці з 30 країн, серед них 132 громадяни країн Євросоюзу та 31 громадянин України.

## Сусідні муніципалітети
- Кутільяно
- Ф'юмальбо
- Ліццано-ін-Бельведере
- Монтезе
- Сан-Марчелло-Пістоїєзе
- Сестола